# Zabezpieczenie zwarciowe
Zabezpieczenie zwarciowe – zabezpieczenie elektroenergetyczne chroniące zabezpieczane elementy systemu elektroenergetycznego przed skutkami zwarć. 
Wyróżnić można zabezpieczenia zwarciowe podstawowe i rezerwowe.
- zabezpieczenie zwarciowe podstawowe powinno eliminować zwarcia powstałe w obrębie strefy objętej tym zabezpieczeniem w czasie możliwie najkrótszym, a jeśli to możliwe nawet bezzwłocznie. Do grupy tej można zaliczyć zabezpieczenia, które spełniają jednocześnie dwie funkcje: funkcję zabezpieczenia podstawowego danego elementu oraz funkcję rezerwowego zwłocznego sąsiednich elementów (tzw. rezerwa zdalna). Do zabezpieczeń tych należą zabezpieczenia nadprądowe zwłoczne oraz zabezpieczenia odległościowe.

- Zabezpieczenie zwarciowe rezerwowe zwłoczne powinno działać po upływie najkrótszego czasu, niezbędnego do stwierdzenia, że zabezpieczenie podstawowe danego elementu z jakiegokolwiek powodu nie zadziałało. Do tej grupy można zaliczyć zabezpieczenia, które z uwagi na zasadę działania spełniają jedynie rolę zabezpieczenia podstawowego. Do zabezpieczeń tych należą zabezpieczenia nadprądowe bezzwłoczne oraz zabezpieczenia różnicowe.

Jest wymagane z definicji w każdym obwodzie elektrycznym i to na początku, w miejscu wyprowadzenia lub odgałęzienia obwodu, a także w miejscach, w których następuje zmniejszenie obciążalności zwarciowej przewodów (zmniejszenie przekroju żył lub zmiana budowy przewodów).